# Warren Buffett

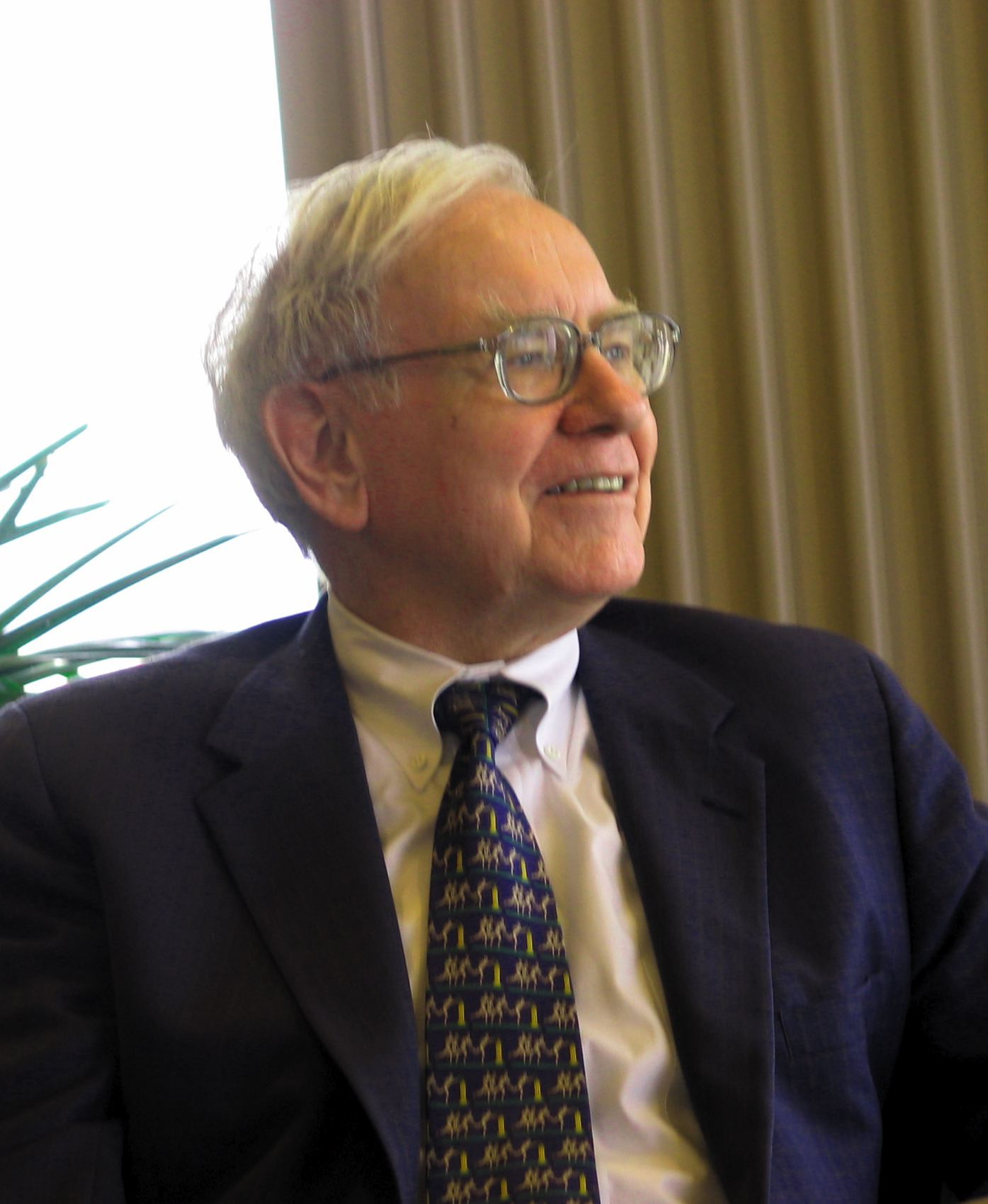
Warren Buffett

Warren Edward Buffett (/ˈbʌfɨt/; Omaha, 30 d'agost de 1930) és un empresari multimilionari estatunidenc. És considerat l'inversor de major èxit del segle xx. És l'accionista principal, president i director executiu de Berkshire Hathaway. Es considera una de les persones més riques del món, i l'era l'any 2008 i és la tercera persona més rica del món des del 2011. El 2012, la revista Time va citar Buffett entre les persones més influents del món.
Buffett és un filantrop notable, havent-se compromès a regalar el 99 % de la seva fortuna a causes filantròpiques, principalment a través de la Fundació Bill i Melinda Gates. El 2009, amb Bill Gates i Mark Zuckerberg, Warren va fundar The Giving Pledge, mitjançant el qual els multimilionaris es comprometen a donar almenys la meitat de la seva fortuna.
També ha contribuït activament a causes polítiques, després d'haver donat suport a la candidata demòcrata Hillary Clinton a les eleccions presidencials dels Estats Units de 2016; s'ha oposat públicament les polítiques, accions i declaracions del expresident dels Estats Units Donald Trump.

## Inversions
Orientació de Buffett: comprar empreses barates i mantenir-se a llarg termini. Per tant, prefereix invertir en empreses que estan aixafant el seu mercat, com Coca-Cola, les navalles Gillette o les piles Duracell. El Financial Times el considera un promotor del capitalisme rentista.
A través de Berkshire Hathaway, Warren Buffett també és propietari de companyies d'assegurances i reassegurances com GEICO i Gen Re que produeixen capital substancial (float) derivat de les seves primes d'assegurança. Aquestes empreses són fonts de fons que després destina a les filials de Berkshire Hathaway i que utilitza per adquirir nous negocis. El novembre de 2009, Berkshire Hathaway va fer una oferta de 100 $ per acció per a BNSF en efectiu i accions de classe B. Es tracta d'una transacció de 44.000 milions de dòlars.
A diferència d'altres inversors, Buffett participa en la gestió de les empreses de les quals és accionista, aquest és notablement el cas del Washington Post. Per això, en part, aconsegueix rendiments superiors a la mitjana.
Warren Buffett continua vivint el 2024 en una casa a Omaha, Nebraska, per la qual va pagar 31.500 dòlars el 1957.
Feliç de ser un gran inversor de Coca-Cola, també és un gran fan dels seus productes. En la seva carta de 1991 als accionistes, Buffett va dir que beu cinc llaunes de Cherry Coke al dia.
El 23 setembre 2008, va decidir adquirir accions preferents perpètues per valor de 5.000 milions de dòlars del banc estatunidenc Goldman Sachs.
La seva estratègia de borsa es basa en un cert nombre de principis entre ells:
- Compreu accions quan els preus siguin els més baixos. Ha invertit molt des de la caiguda dels preus a la tardor/hivern de 2008/2009 i va tenir cura de no comprar mai accions de start-ups d'alta tecnologia a finals dels anys noranta, quan els preus estaven al màxim (a vegades amb capitalitzacions de mercat) de més de 600 vegades els beneficis, quan hi havia beneficis). Buffett es va inspirar en aquesta àrea per Benjamin Graham i el seu llibre The Intelligent Investor. Graham va desenvolupar la noció de marge de seguretat, és a dir, la diferència entre el valor real d'una empresa (immobilitzat, patents, etc.) i el seu valor en borsa. Buffett prefereix comprar quan el valor de borsa és significativament inferior al valor real de l'empresa. Per a això és capaç d'esperar molt de temps, perquè la feina d'un inversor requereix saber com mantenir-se de vegades inactiu. Així, l'any 1969 va liquidar la seva primera cartera de borsa perquè ja no trobava res per comprar a preus justos. Graham sempre va dir que hi ha moments en què no pots trobar coses per comprar a bon preu. En aquests moments, és millor anar a passejar a la platja. Buffett sovint espera que l'empresa experimenti dificultats temporals o que la borsa vagi malament.
- Juga a llarg termini durant períodes de cinc anys o més. Així, creu que ens hem de fer la pregunta: si la borsa tanqués durant 5 anys, compraria aquestes accions ara?. Considera que a curt termini la borsa és una màquina de votar, a llarg termini és una màquina de pesar. De fet, a curt termini, els preus de les accions fluctuen de manera més o menys aleatòria, només després d'un període determinat reflecteixen el valor real de l'empresa.

A més, jugar a llarg termini redueix molt els costos de transacció i l'import de l'impost sobre les plusvàlues.
Buffett no és un fan de l'estratègia d'agafa els teus beneficis tan bon punt el preu d'una acció puja unes desenes de tants per cent. Manté accions durant anys el valor de les quals pot quintuplicar, deu vegades o fins i tot més. Així, encara és propietari de les accions del Washington Post que va comprar el 1973 (el seu valor es va multiplicar per 100) i de les accions de GEICO comprades el 1976. Les seves accions de Coca-Cola, comprades el 1988/89, van veure augmentar el seu valor per 7;
- Invertir en empreses les característiques econòmiques a llarg termini de les quals es puguin avaluar amb certa seguretat.
- Compreu baix, sobretot durant les caigudes del mercat.
- Invertir en empreses la gestió de les quals es pugui valorar amb certa seguretat pel que fa a la seva capacitat per aprofitar al màxim el negoci, per reutilitzar amb criteri el flux de caixa i per dirigir la remuneració de l'empresa cap a l'accionista i no cap a ell mateix.[9]
- Invertiu amb prudència en empreses tecnològiques d'avantguarda on els desenvolupaments tecnològics són nombrosos i impredictibles. Només inverteix en empreses de les quals entén el negoci. El 2001 va declarar: Ja et puc dir que vam agafar el segle xxi invertint en oficis d'avantguarda com ara el maó, les catifes, els aïllaments i la pintura. Així es protegeix de les revolucions tecnològiques. Per a Buffett, comprar accions és com comprar un negoci industrial o comercial. Cal entendre el negoci de l'empresa. No obstant això, Warren Buffett va invertir als anys 2000 en empreses com IBM, que havia seguit durant molt de temps, i a Apple en un moment en què la relació preu-benefici (PER) de l'empresa era baixa. Però en invertir massa poc en empreses d'alta tecnologia, Buffett ha tingut un rendiment de la borsa per sota de la mitjana del mercat durant uns quants anys, especialment amb l'auge de les accions d'alta tecnologia com Amazon o Facebook.
- Invertiu en un negoci que obtingui beneficis constants. Buffett mai ha invertit en una empresa que perdi diners encara que tingui perspectives brillants. En el moment de la caiguda de les accions d'Internet el 2000/2001, Buffett va explicar que és millor tenir una promesa al sofà que 10 a la llibreta d'adreces;
- Diversificació limitada. La fortuna de Warren Buffett s'inverteix en un nombre limitat d'empreses. La diversificació limitada redueix els costos de transacció i, sobretot, permet obtenir una cartera que no reflecteixi un rendiment excessivament mitjà del mercat, amb rendibilitats potencialment més elevades, però a costa d'un major risc. Finalment, quan inverteixes en poques empreses, és més fàcil conèixer fons cadascuna d'elles;
- Comprar accions d'empreses que tenen un avantatge relatiu que les protegeix de la competència. Diaris com el Washington Post (és difícil llançar un nou diari), empreses que tenen una reputació excepcional com Coca-Cola. La seva definició d'empreses on li agrada invertir és la següent: Un castell meravellós, envoltat d'un fossat profund i molt perillós. El castell deriva el seu valor de la genialitat interior. El seu fossat funciona com un poderós repel·lent per a aquells que tinguessin la temptació d'atacar-lo. A dins, el líder, una persona íntegra i honesta, fa or, però no ho guarda tot per a ell. En altres paraules, menys poètiques, ens agraden les empreses excel·lents que ocupen posicions dominants, el saber fer de les quals és difícil de copiar i la professió de les quals és sostenible;
- Mantenir els directors de les empreses que compra encara que siguin molt vells. No ensenyem a Michael Jordan a posar una pilota a la cistella. No invertim en empreses amb la idea de canviar-ho tot. No funciona millor en les empreses que en els matrimonis;
- Un estudi en profunditat de les empreses que cotitzen en borsa. Abans de comprar, Buffett estudia en profunditat els comptes de l'empresa;
- De la mateixa manera, Warren Buffett no inverteix en productes financers que no entén. Aquest és especialment el cas de productes de crèdit estructurat que serà l'origen de la crisi subprime el 2008. Ja l'any 2003, va declarar sobre ells: «Els productes de crèdit estructurat són armes de destrucció massiva» conclou amb «no entenc res»[10]

Des d'abril de 2011 fins a novembre de 2011, Warren Buffett va adquirir, a través de la seva empresa Berkshire Hathaway, 64 milions d'accions d'IBM (5,5 % del capital), per uns 10,7 mil milions de dòlars
Des dels anys 60, ha obtingut una rendibilitat mitjana anual de més de 20 % anual, un rècord durant un període tan llarg. No obstant això, a diferència d'altres inversors, Buffett sovint controla la gestió de les empreses de les quals és un accionista important. Això no és un portador petit que no exerceix cap control sobre les societats les accions de les quals va comprar.

## Posicions sobre economia, societat i política
Quan es tracta de la seva vida personal, Warren Buffett és conegut per ser frugal i gastar poc. Berkshire Hathaway li paga 100.000 dòlars cada any, segons la seva pròpia elecció. El seu volum d'ingressos nets disponibles prové de les seves altres inversions personals fora de Berkshire, tot i que constitueixen menys de l'1 % del seu patrimoni net global (Berkshire no ha pagat dividends durant dècades).
Fa donacions a través de la Fundació Buffett, normalment al voltant de 12 milions de dòlars anuals. Va indicar la seva intenció de repartir el 85% de la seva fortuna, després de la seva mort, a obres benèfiques.
Warren Buffett va anunciar, el diumenge 25 de juny de 2006, la seva intenció de donar 37 mil milions de dòlars americans, o 24,7 mil milions d'euros, a la Fundació Bill i Melinda Gates i als membres de la seva pròpia família. Aquesta decisió, que afecta a més del 85% de la seva fortuna, constitueix la donació individual més gran mai feta als Estats Units.
El 25 maig 2005, Warren Buffett va declarar al canal de televisió CNN: «Hi ha una Guerra de classes, on la meva classe està guanyant cada cop més, tot i que no hauria de fer-ho». De fet, Warren Buffett de tant en tant afirma que els rics mai no han estat tan ben acollits (Mai ho hem passat tan bé) i que, per tant, seria prudent augmentar els impostos que els concerneixen. També va declarar: «hi ha una Guerra de classes, és un fet, però és la meva classe, la classe rica, la que està liderant aquesta guerra, i l'estem guanyant».
Demòcrata històric, va donar suport a Hillary Clinton a les eleccions presidencials de 2016.
El 2017, davant dels inversors, va declarar que Israel hi serà per l'eternitat. Segons l'empresa que gestiona els bons de l'Estat d'Israel, el multimilionari estatunidenc ha recaptat prop de 200 milions de dòlars en inversions a l'Estat jueu, incloent cinc a títol personal.

## Vida personal
El 1949, Buffett es va enamorar d'una dona jove el xicot de la qual tenia un ukelele. En un intent de competir, va comprar un dels instruments i des d'aleshores el toca. Tot i que l'intent de captar la seva atenció no va tenir èxit, el seu interès per la música es va convertir en una part clau per convertir-se en part de la vida de Susan Thompson i va casar-se amb ella. Buffett sovint toca l'instrument a les reunions d'accionistes i altres oportunitats. El seu amor per l'instrument el va portar a encarregar dos ukeleles Dairy Queen personalitzats per part de Dave Talsma, un dels quals es va subhastar amb finalitats benèfiques.
El 1952, Buffett es va casar amb Susan Thompson a l'església presbiteriana de Dundee. L'any següent van tenir el seu primer fill, Susan Alice, seguida en pocs anys per Howard (n. 1954) i Peter (n. 1958). La parella va començar a viure per separat el 1977, tot i que van romandre casats fins a la mort de Susan Buffett el juliol de 2004. La seva filla, Susie, viu a Omaha, és membre de la junta nacional de Girls, Inc. i fa una tasca benèfica a través de la Fundació Susan A. Buffett.

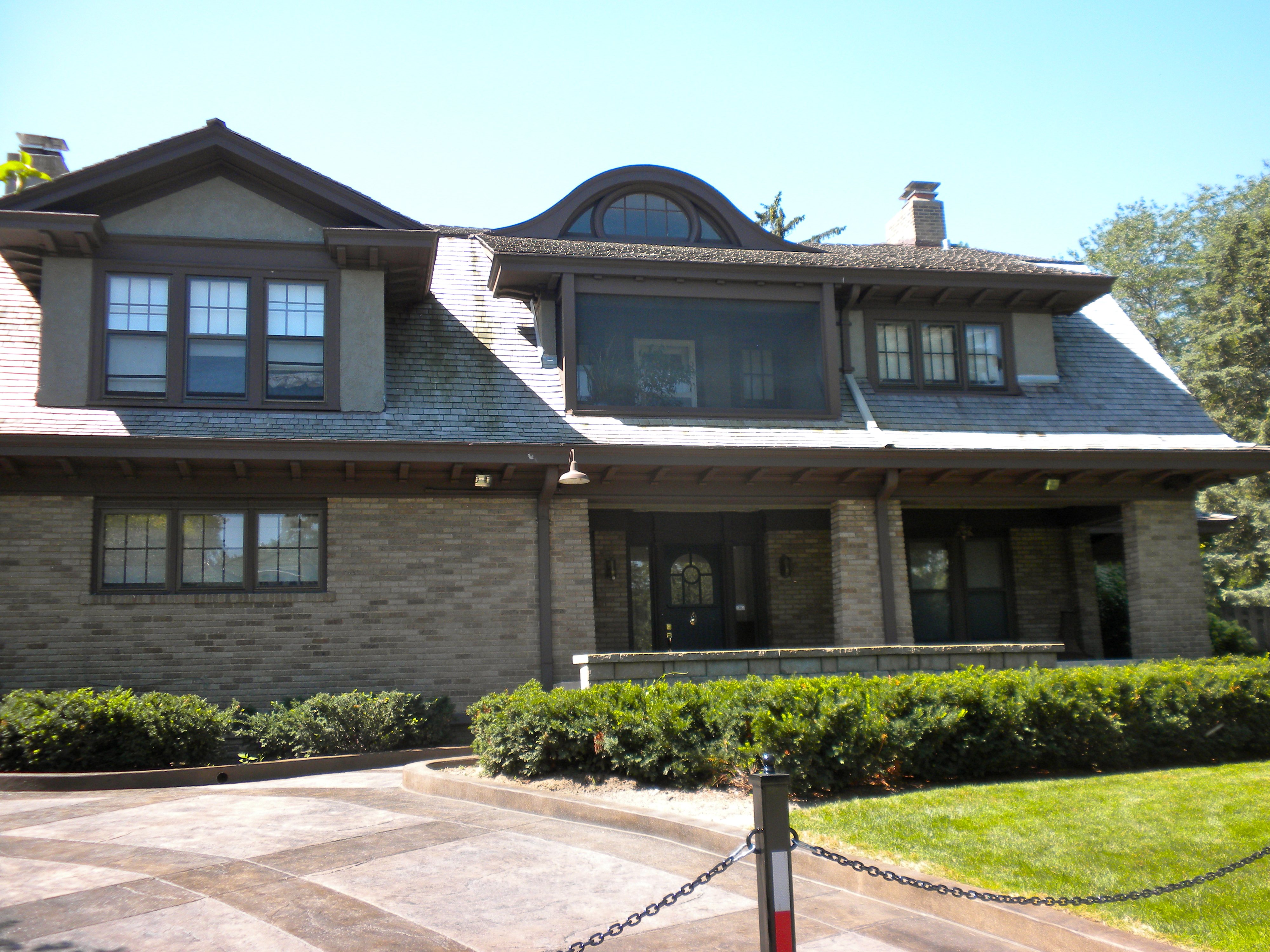
La casa de Buffett a Omaha, Nebraska

El 2006, en el seu 76è aniversari, Buffett es va casar amb la seva companya de sempre, Astrid Menks, que aleshores tenia 60 anys; ella havia viscut amb ell des que la seva dona va marxar a San Francisco el 1977. Susan havia organitzat que els dos es coneguessin abans de deixar Omaha per seguir la seva carrera de cantant. Tots tres estaven a prop i les postals de Nadal als amics estaven signades Warren, Susie i Astrid. Susan va parlar breument d'aquesta relació en una entrevista al Charlie Rose Show poc abans de la seva mort, en una rara visió de la vida personal de Buffett.
Buffett va renegar de la filla adoptiva del seu fill Peter, Nicole, el 2006 després de participar en el documental de Jamie Johnson The One Percent sobre la creixent desigualtat econòmica entre els rics i el ciutadà mitjà dels Estats Units. Tot i que la seva primera dona es va referir a Nicole com un dels seus néts adorats, Buffett va escriure una carta a Nicole dient: «No t'he adoptat emocionalment ni legalment com a net, ni la resta de la meva família t'ha adoptat com a net, neboda o cosina ». El 2022, Buffett i ella s'havien reconciliat.
El seu sou anual de 2006 era d'uns 100.000 dòlars, que és petit en comparació amb la remuneració dels alts executius en empreses comparables. El 2008, va guanyar una compensació total de 175.000 dòlars, que incloïa un sou base de només 100.000 dòlars. El 1958, Buffett va comprar una casa d'estuc de cinc dormitoris a Omaha, on encara viu, per 31.500 dòlars de 1957. També posseïa una casa de vacances a Laguna Beach, Califòrnia, que va comprar per 150.000 dòlars el 1971. El va vendre per 7,5 milions de dòlars el 2018. El 1989, després de gastar gairebé 6,7 dòlars milions de fons de Berkshire en un jet privat, Buffett el va anomenar The Indefensible, més tard rebatejat com The Indispensable. Aquest acte estava en desacord amb la seva condemna passada de despeses extravagants d'altres consellers delegats. Buffett va vendre l'avió abans de mitjans de 1999 i des de llavors ha volat habitualment amb les empreses de serveis de vol de Berkshire.
El bridge és un joc tan sensacional que no m'importaria estar a la presó si tingués tres companys de cel·la que fossin jugadors decents i que estiguessin disposats a mantenir el joc en marxa les vint-i-quatre hores del dia. 
Buffett és un àvid jugador de bridge, que juga amb Gates i la campiona Sharon Osberg; es diu que passa 12 hores a la setmana jugant al joc. El 2006, va patrocinar un partit de pont per a la Copa Buffett. A partir de la Ryder Cup de golf, celebrada immediatament abans a la mateixa ciutat, els equips s'escullen per invitació, amb un equip femení i cinc equips masculins proporcionats per cada país.
És un seguidor entregat i de tota la vida del futbol de Nebraska i assisteix a tants partits com ho permet el seu horari. Va donar suport a la contractació de Bo Pelini, després de la temporada 2007, afirmant: «Aquí s'estava desesperant». Va veure el partit de 2009 contra Oklahoma des de la banda de Nebraska, després de ser nomenat entrenador assistent honorari.
Buffett va ser elegit membre de la American Philosophical Society el 2009.
Buffett va treballar amb Christopher Webber en una sèrie d'animació anomenada Secret Millionaires Club amb el cap Andy Heyward de DiC Entertainment. La sèrie inclou Buffett i Munger i ensenya als nens hàbits financers saludables.
Buffett es va criar com a presbiterià, però des de llavors s'ha descrit com a agnòstic. Al desembre de 2006, es va informar que Buffett no portava un telèfon mòbil, no tenia un ordinador al seu escriptori i conduïa el seu propi automòbil, un Cadillac DTS. En contrast amb això, a la reunió d'accionistes de Berkshire Hathaway del 2018, va declarar que utilitza Google com el seu motor de cerca preferit. El 2013 tenia un vell telèfon mòbil Nokia i havia enviat un correu electrònic durant tota la seva vida. El febrer de 2020, Buffett va revelar en una entrevista a la CNBC que havia canviat el seu telèfon mòbil per un iPhone 11. Buffett llegeix cinc diaris cada dia, començant per l'Omaha World Herald, que la seva empresa va adquirir el 2011.
Els discursos de Buffett són coneguts per barrejar discussions empresarials amb humor. Cada any, Buffett presideix la reunió anual d'accionistes de Berkshire Hathaway al Qwest Center d’Omaha, Nebraska, un esdeveniment que atrau més de 20.000 visitants tant dels Estats Units com de l'estranger, donant-li el sobrenom de Woodstock of Capitalism. Els informes anuals de Berkshire i les cartes als accionistes, preparats per Buffett, sovint reben cobertura pels mitjans financers. Els escrits de Buffett són coneguts per contenir cites de fonts tan variades com la Bíblia i Mae West, així com consells en un estil folklòric, del mig oest i nombrosos acudits.
L'abril de 2017, Buffett (un àvid bevedor de Coca-Cola i accionista de l'empresa) va acceptar que la seva semblança fos col·locada als productes Cherry Coke a la Xina. Buffett no va ser compensat per aquest anunci.
Buffett té una relació molt llunyana amb el 44è president dels Estats Units, Barack Obama. Buffett va ser un amic de molt de temps del cantant i compositor Jimmy Buffett fins a la mort de Jimmy el setembre de 2023, i sovint es referien entre ells com Oncle Warren i Cosí Jimmy. Els dos es van fer una prova d'ADN que no va revelar cap relació.

## Salut
Buffett és abstemi.
L'11 d'abril de 2012, Buffett va ser diagnosticat amb càncer de pròstata durant una prova de rutina. Va anunciar que començaria dos mesos de tractament de radiació diari a partir de mitjans de juliol. En una carta als accionistes, Buffett va dir que se sentia «millor, com si estigués en la meva excel·lent salut normal, i el meu nivell d'energia és del 100%». El 15 de setembre de 2012, Buffett va anunciar que havia completat el cicle complet de tractament amb radiació de 44 dies, dient «és un gran dia per a mi» i «estic molt content de dir que això s'ha acabat».